# Rząd Edwarda Babiucha, Józefa Pińkowskiego i Wojciecha Jaruzelskiego
Rząd Edwarda Babiucha, Józefa Pińkowskiego i Wojciecha Jaruzelskiego – 2 kwietnia 1980 niedawno mianowany premier Edward Babiuch złożył dymisję rządu, którą Sejm przyjął i jednocześnie powołał go ponownie na stanowisko prezesa Rady Ministrów. 3 kwietnia 1980 Sejm powołał rząd w składzie przez niego zaproponowanym. Edward Babiuch został odwołany w wyniku strajków z sierpnia 1980. Zastąpił go Józef Pińkowski jako p.o. prezesa Rady Ministrów. Pełnoprawnym premierem został on 5 września 1980, a 11 lutego 1981 decyzją Sejmu został odwołany i jego miejsce zajął Wojciech Jaruzelski, który m.in. rozpoczął przygotowania do wprowadzenia stanu wojennego. Rząd istniał do 12 listopada 1985.
Był to rząd wyjątkowy – z 41 początkowych członków do końca zostało tylko dwóch (Wojciech Jaruzelski i Roman Malinowski), ogółem w wyniku zmian personalnych w rządzie zasiadało 160 osób.

## Rada Ministrów Edwarda Babiucha, Józefa Pińkowskiego i Wojciecha Jaruzelskiego (1980–1985)
| Funkcja                                                           | Imię i nazwisko              | Imię i nazwisko            | Czas pełnienia funkcji    | Czas pełnienia funkcji    |
| Funkcja                                                           | Imię i nazwisko              | Imię i nazwisko            | Od                        | Do                        |
| ----------------------------------------------------------------- | ---------------------------- | -------------------------- | ------------------------- | ------------------------- |
| Prezes Rady Ministrów                                             |                              | Edward Babiuch (PZPR)      | 2 kwietnia 1980(dts)      | 24 sierpnia 1980(dts)     |
| Wiceprezes Rady Ministrów                                         | Kazimierz Barcikowski (PZPR) | 3 kwietnia 1980(dts)       | 8 października 1980(dts)  |                           |
| Wiceprezes Rady Ministrów                                         | Mieczysław Jagielski (PZPR)  | 3 kwietnia 1980(dts)       | 31 lipca 1981(dts)        |                           |
| Wiceprezes Rady Ministrów                                         |                              | Roman Malinowski (ZSL)     | 3 kwietnia 1980(dts)      | 12 listopada 1985(dts)    |
| Minister przemysłu spożywczego i skupu                            | 3 kwietnia 1980(dts)         | Roman Malinowski (ZSL)     | 8 października 1980(dts)  |                           |
| Wiceprezes Rady Ministrów                                         |                              | Tadeusz Pyka (PZPR)        | 3 kwietnia 1980(dts)      | 24 sierpnia 1980(dts)     |
| Wiceprezes Rady Ministrów                                         | Tadeusz Wrzaszczyk (PZPR)    | 3 kwietnia 1980(dts)       | 24 sierpnia 1980(dts)     |                           |
| Przewodniczący Komisji Planowania przy Radzie Ministrów           | Tadeusz Wrzaszczyk (PZPR)    | 3 kwietnia 1980(dts)       | 24 sierpnia 1980(dts)     |                           |
| Minister sprawiedliwości                                          | Jerzy Bafia (PZPR)           | 3 kwietnia 1980(dts)       | 12 czerwca 1981(dts)      |                           |
| Minister energetyki i energii atomowej                            | Zbigniew Bartosiewicz (PZPR) | 3 kwietnia 1980(dts)       | 3 lipca 1981(dts)         |                           |
| Minister                                                          | Tadeusz Bejm (PZPR)          | 3 kwietnia 1980(dts)       | 8 października 1980(dts)  |                           |
| Minister budownictwa i przemysłu materiałów budowlanych           | Adam Glazur (PZPR)           | 3 kwietnia 1980(dts)       | 23 czerwca 1980(dts)      |                           |
| Minister nauki, szkolnictwa wyższego i techniki                   | Janusz Górski (PZPR)         | 3 kwietnia 1980(dts)       | 3 lipca 1981(dts)         |                           |
| Minister                                                          | Eugeniusz Grochal (PZPR)     | 3 kwietnia 1980(dts)       | 24 sierpnia 1980(dts)     |                           |
| Minister do spraw kombatantów                                     | Mieczysław Grudzień (PZPR)   | 3 kwietnia 1980(dts)       | 31 października 1981(dts) |                           |
| Minister obrony narodowej                                         | Wojciech Jaruzelski (PZPR)   | 3 kwietnia 1980(dts)       | 22 listopada 1983(dts)    |                           |
| Prezes Rady Ministrów                                             | Wojciech Jaruzelski (PZPR)   | 11 lutego 1981(dts)        | 6 listopada 1985(dts)     |                           |
| Minister przemysłu maszyn ciężkich i rolniczych                   | Andrzej Jedynak (PZPR)       | 3 kwietnia 1980(dts)       | 12 lutego 1981(dts)       |                           |
| Wiceprezes Rady Ministrów                                         | Andrzej Jedynak (PZPR)       | 12 lutego 1981(dts)        | 9 października 1982(dts)  |                           |
| Minister hutnictwa                                                | Franciszek Kaim (PZPR)       | 3 kwietnia 1980(dts)       | 8 października 1980(dts)  |                           |
| Minister                                                          | Jan Kamiński (PZPR)          | 3 kwietnia 1980(dts)       | 8 października 1980(dts)  |                           |
| Minister handlu zagranicznego i gospodarki morskiej               | Ryszard Karski (PZPR)        | 3 kwietnia 1980(dts)       | 3 lipca 1981(dts)         |                           |
| Minister handlu zagranicznego                                     | Ryszard Karski (PZPR)        | 10 lipca 1981(dts)         | 31 października 1981(dts) |                           |
| Minister administracji, gospodarki terenowej i ochrony środowiska | Józef Kępa (PZPR)            | 3 kwietnia 1980(dts)       | 31 lipca 1981(dts)        |                           |
| Minister finansów                                                 | Henryk Kisiel (PZPR)         | 3 kwietnia 1980(dts)       | 24 sierpnia 1980(dts)     |                           |
| Wiceprezes Rady Ministrów                                         | Henryk Kisiel (PZPR)         | 24 sierpnia 1980(dts)      | 12 czerwca 1981(dts)      |                           |
| Przewodniczący Komisji Planowania przy Radzie Ministrów           | Henryk Kisiel (PZPR)         | 24 sierpnia 1980(dts)      | 12 czerwca 1981(dts)      |                           |
| Minister rolnictwa                                                | Leon Kłonica (PZPR)          | 3 kwietnia 1980(dts)       | 12 lutego 1981(dts)       |                           |
| Minister przemysłu maszynowego                                    | Aleksander Kopeć (PZPR)      | 3 kwietnia 1980(dts)       | 24 sierpnia 1980(dts)     |                           |
| Wiceprezes Rady Ministrów                                         | Aleksander Kopeć (PZPR)      | 24 sierpnia 1980(dts)      | 12 lutego 1981(dts)       |                           |
| Minister spraw wewnętrznych                                       | Stanisław Kowalczyk (PZPR)   | 3 kwietnia 1980(dts)       | 8 października 1980(dts)  |                           |
| Wiceprezes Rady Ministrów                                         | Stanisław Kowalczyk (PZPR)   | 8 października 1980(dts)   | 12 lutego 1981(dts)       |                           |
| Minister handlu wewnętrznego i usług                              | Adam Kowalik (PZPR)          | 3 kwietnia 1980(dts)       | 12 czerwca 1981(dts)      |                           |
| Minister oświaty i wychowania                                     | Krzysztof Kruszewski (PZPR)  | 3 kwietnia 1980(dts)       | 12 lutego 1981(dts)       |                           |
| Minister-kierownik Urzędu do Spraw Wyznań                         | Jerzy Kuberski (PZPR)        | 3 kwietnia 1980(dts)       | 26 maja 1982(dts)         |                           |
| Minister górnictwa                                                | Włodzimierz Lejczak (PZPR)   | 3 kwietnia 1980(dts)       | 8 października 1980(dts)  |                           |
| Minister przemysłu lekkiego                                       | Stanisław Mach (PZPR)        | 3 kwietnia 1980(dts)       | 8 października 1980(dts)  |                           |
| Wiceprezes Rady Ministrów                                         | Stanisław Mach (PZPR)        | 8 października 1980(dts)   | 31 października 1981(dts) |                           |
| Minister pracy, płac i spraw socjalnych                           | Maria Milczarek (PZPR)       | 3 kwietnia 1980(dts)       | 21 listopada 1980(dts)    |                           |
| Prezes Najwyższej Izby kontroli                                   | Mieczysław Moczar (PZPR)     | 3 kwietnia 1980(dts)       | 8 października 1980(dts)  |                           |
| Minister kultury i sztuki                                         | Zygmunt Najdowski (PZPR)     | 3 kwietnia 1980(dts)       | 8 października 1980(dts)  |                           |
| Minister przemysłu chemicznego                                    | Henryk Pruchniewicz (PZPR)   | 3 kwietnia 1980(dts)       | 12 lutego 1981(dts)       |                           |
| Minister łączności                                                |                              | Zbigniew Rudnicki (SD)     | 3 kwietnia 1980(dts)      | 12 czerwca 1981(dts)      |
| Minister                                                          |                              | Tadeusz Rudolf (PZPR)      | 3 kwietnia 1980(dts)      | 3 lipca 1981(dts)         |
| Minister                                                          |                              | Wiktor Sielanko            | 3 kwietnia 1980(dts)      | 8 października 1980(dts)  |
| Minister leśnictwa i przemysłu drzewnego                          |                              | Tadeusz Skwirzyński (ZSL)  | 3 kwietnia 1980(dts)      | 12 lutego 1981(dts)       |
| Minister gospodarki materiałowej                                  |                              | Eugeniusz Szyr (PZPR)      | 3 kwietnia 1980(dts)      | 31 października 1981(dts) |
| Minister zdrowia i opieki społecznej                              | Marian Śliwiński (PZPR)      | 3 kwietnia 1980(dts)       | 21 listopada 1980(dts)    |                           |
| Minister                                                          | Maciej Wirowski (PZPR)       | 3 kwietnia 1980(dts)       | 21 listopada 1980(dts)    |                           |
| Minister spraw zagranicznych                                      | Emil Wojtaszek (PZPR)        | 3 kwietnia 1980(dts)       | 24 sierpnia 1980(dts)     |                           |
| Minister komunikacji                                              | Mieczysław Zajfryd (PZPR)    | 3 kwietnia 1980(dts)       | 31 października 1981(dts) |                           |
| Minister budownictwa i przemysłu materiałów budowlanych           | Edward Barszcz (PZPR)        | 23 czerwca 1980(dts)       | 21 listopada 1980(dts)    |                           |
| Wiceprezes Rady Ministrów                                         | Józef Pińkowski (PZPR)       | 24 sierpnia 1980(dts)      | 5 września 1980(dts)      |                           |
| Prezes Rady Ministrów                                             | Józef Pińkowski (PZPR)       | 5 września 1980(dts)       | 11 lutego 1981(dts)       |                           |
| Wiceprezes Rady Ministrów                                         | Tadeusz Grabski (PZPR)       | 24 sierpnia 1980(dts)      | 8 października 1980(dts)  |                           |
| Minister spraw zagranicznych                                      | Józef Czyrek (PZPR)          | 24 sierpnia 1980(dts)      | 21 lipca 1982(dts)        |                           |
| Minister przemysłu maszynowego                                    | Henryk Gawroński (PZPR)      | 24 sierpnia 1980(dts)      | 3 lipca 1981(dts)         |                           |
| Minister-członek Rady Ministrów                                   | Jerzy Gawrysiak (PZPR)       | 24 sierpnia 1980(dts)      | 12 czerwca 1981(dts)      |                           |
| Minister finansów                                                 | Marian Krzak (PZPR)          | 24 sierpnia 1980(dts)      | 9 października 1982(dts)  |                           |
| Minister górnictwa                                                | Mieczysław Glanowski (PZPR)  | 8 października 1980(dts)   | 3 lipca 1981(dts)         |                           |
| Minister przemysłu lekkiego                                       | Władysław Jabłoński (PZPR)   | 8 października 1980(dts)   | 3 lipca 1981(dts)         |                           |
| Minister                                                          | Władysław Jabłoński (PZPR)   | 3 lipca 1981(dts)          | 5 grudnia 1983(dts)       |                           |
| Minister spraw wewnętrznych                                       | Mirosław Milewski (PZPR)     | 8 października 1980(dts)   | 31 lipca 1981(dts)        |                           |
| Minister hutnictwa                                                | Zbigniew Szałajda (PZPR)     | 8 października 1980(dts)   | 3 lipca 1981(dts)         |                           |
| Minister hutnictwa i przemysłu maszynowego                        | Zbigniew Szałajda (PZPR)     | 10 lipca 1981(dts)         | 9 października 1982(dts)  |                           |
| Wiceprezes Rady Ministrów                                         | Zbigniew Szałajda (PZPR)     | 9 października 1982(dts)   | 12 listopada 1985(dts)    |                           |
| Minister kultury i sztuki                                         | Józef Tejchma (PZPR)         | 8 października 1980(dts)   | 9 października 1982(dts)  |                           |
| Minister przemysłu spożywczego i skupu                            |                              | Jan Załęski (ZSL)          | 8 października 1980(dts)  | 3 lipca 1981(dts)         |
| Wiceprezes Rady Ministrów                                         |                              | Jerzy Ozdowski             | 21 listopada 1980(dts)    | 21 lipca 1982(dts)        |
| Minister budownictwa i przemysłu materiałów budowlanych           |                              | Jerzy Brzostek (PZPR)      | 21 listopada 1980(dts)    | 25 września 1981(dts)     |
| Minister-członek Rady Ministrów                                   | Stanisław Ciosek (PZPR)      | 21 listopada 1980(dts)     | 12 listopada 1985(dts)    |                           |
| Minister pracy, płac i spraw socjalnych                           | Stanisław Ciosek (PZPR)      | 23 marca 1983(dts)         | 30 maja 1984(dts)         |                           |
| Minister pracy, płac i spraw socjalnych                           | Janusz Obodowski (PZPR)      | 21 listopada 1980(dts)     | 31 lipca 1981(dts)        |                           |
| Wiceprezes Rady Ministrów                                         | Janusz Obodowski (PZPR)      | 31 lipca 1981(dts)         | 12 listopada 1985(dts)    |                           |
| Przewodniczący Komisji Planowania przy Radzie Ministrów           | Janusz Obodowski (PZPR)      | 9 października 1982(dts)   | 22 listopada 1983(dts)    |                           |
| Wiceprezes Rady Ministrów                                         | Mieczysław Rakowski (PZPR)   | 12 lutego 1981(dts)        | 12 listopada 1985(dts)    |                           |
| Minister oświaty i wychowania                                     | Bolesław Faron (PZPR)        | 12 lutego 1981(dts)        | 12 listopada 1985(dts)    |                           |
| Minister przemysłu chemicznego                                    | Kazimierz Klęk (PZPR)        | 12 lutego 1981(dts)        | 3 lipca 1981(dts)         |                           |
| Minister leśnictwa i przemysłu drzewnego                          |                              | Waldemar Kozłowski (ZSL)   | 12 lutego 1981(dts)       | 12 listopada 1985(dts)    |
| Minister zdrowia i opieki społecznej                              | Tadeusz Szelachowski (ZSL)   | 12 lutego 1981(dts)        | 12 listopada 1985(dts)    |                           |
| Minister rolnictwa                                                |                              | Jerzy Wojtecki (PZPR)      | 12 lutego 1981(dts)       | 3 lipca 1981(dts)         |
| Minister rolnictwa i gospodarki żywnościowej                      | 10 lipca 1981(dts)           | Jerzy Wojtecki (PZPR)      | 23 marca 1983(dts)        |                           |
| Minister przemysłu maszyn ciężkich i rolniczych                   | Stanisław Wyłupek (PZPR)     | 12 lutego 1981(dts)        | 3 lipca 1981(dts)         |                           |
| Wiceprezes Rady Ministrów                                         | Zbigniew Madej (PZPR)        | 12 czerwca 1981(dts)       | 22 listopada 1983(dts)    |                           |
| Przewodniczący Komisji Planowania przy Radzie Ministrów           | Zbigniew Madej (PZPR)        | 12 czerwca 1981(dts)       | 9 października 1982(dts)  |                           |
| Minister-członek Rady Ministrów                                   |                              | Zdzisław Krasiński         | 12 czerwca 1981(dts)      | 27 lutego 1982(dts)       |
| Minister do spraw cen                                             | 9 marca 1982(dts)            | Zdzisław Krasiński         | 12 listopada 1985(dts)    |                           |
| Minister handlu wewnętrznego i usług                              |                              | Zygmunt Łakomiec (PZPR)    | 12 czerwca 1981(dts)      | 31 października 1981(dts) |
| Minister handlu wewnętrznego i usług                              | 21 lipca 1982(dts)           | Zygmunt Łakomiec (PZPR)    | 31 marca 1984(dts)        |                           |
| Minister łączności                                                |                              | Władysław Majewski (SD)    | 12 czerwca 1981(dts)      | 12 listopada 1985(dts)    |
| Minister sprawiedliwości                                          |                              | Sylwester Zawadzki (PZPR)  | 12 czerwca 1981(dts)      | 22 listopada 1983(dts)    |
| Minister-członek Rady Ministrów                                   | Władysław Baka (PZPR)        | 3 lipca 1981(dts)          | 12 listopada 1985(dts)    |                           |
| Minister-kierownik Urzędu Gospodarki Morskiej                     | Stanisław Bejger (PZPR)      | 10 lipca 1981(dts)         | 26 stycznia 1982(dts)     |                           |
| Minister przemysłu chemicznego i lekkiego                         | Jan Knapik (PZPR)            | 10 lipca 1981(dts)         | 27 lutego 1982(dts)       |                           |
| Minister nauki, szkolnictwa wyższego i techniki                   | Jerzy Nawrocki (PZPR)        | 3 lipca 1981(dts)          | 26 stycznia 1982(dts)     |                           |
| Minister górnictwa i energetyki                                   | Czesław Piotrowski (PZPR)    | 10 lipca 1981(dts)         | 12 listopada 1985(dts)    |                           |
| Minister administracji, gospodarki terenowej i ochrony środowiska | Tadeusz Hupałowski (PZPR)    | 31 lipca 1981(dts)         | 23 marca 1983(dts)        |                           |
| Minister spraw wewnętrznych                                       | Czesław Kiszczak (PZPR)      | 31 lipca 1981(dts)         | 12 listopada 1985(dts)    |                           |
| Minister pracy, płac i spraw socjalnych                           | Antoni Rajkiewicz (PZPR)     | 31 lipca 1981(dts)         | 9 października 1982(dts)  |                           |
| Wiceprezes Rady Ministrów                                         |                              | Edward Kowalczyk (SD)      | 31 października 1981(dts) | 12 listopada 1985(dts)    |
| Minister gospodarki materiałowej                                  |                              | Jan Antosik (PZPR)         | 31 października 1981(dts) | 23 marca 1983(dts)        |
| Minister komunikacji                                              | Janusz Kamiński (PZPR)       | 31 października 1981(dts)  | 12 listopada 1985(dts)    |                           |
| Minister handlu wewnętrznego i usług                              |                              | Zenon Komender             | 31 października 1981(dts) | 21 lipca 1982(dts)        |
| Wiceprezes Rady Ministrów                                         | 21 lipca 1982(dts)           | Zenon Komender             | 12 listopada 1985(dts)    |                           |
| Minister handlu zagranicznego                                     |                              | Tadeusz Nestorowicz (PZPR) | 31 października 1981(dts) | 12 listopada 1985(dts)    |
| Minister budownictwa i przemysłu materiałów budowlanych           |                              | Tadeusz Opolski            | 31 października 1981(dts) | 9 października 1982(dts)  |
| Minister-kierownik Urzędu Gospodarki Morskiej                     |                              | Jerzy Korzonek (PZPR)      | 26 stycznia 1982(dts)     | 12 listopada 1985(dts)    |
| Minister nauki i szkolnictwa wyższego                             | Benon Miśkiewicz (PZPR)      | 26 stycznia 1982(dts)      | 12 listopada 1985(dts)    |                           |
| Minister przemysłu chemicznego i lekkiego                         | Edward Grzywa (PZPR)         | 27 lutego 1982(dts)        | 12 listopada 1985(dts)    |                           |
| Minister-kierownik Urzędu do Spraw Wyznań                         | Adam Łopatka (PZPR)          | 26 maja 1982(dts)          | 12 listopada 1985(dts)    |                           |
| Minister spraw zagranicznych                                      | Stefan Olszowski (PZPR)      | 21 lipca 1982(dts)         | 12 listopada 1985(dts)    |                           |
| Minister-członek Rady Ministrów                                   | Andrzej Ornat (PZPR)         | 21 lipca 1982(dts)         | 12 listopada 1985(dts)    |                           |
| Minister budownictwa i przemysłu materiałów budowlanych           | Stanisław Kukuryka (PZPR)    | 9 października 1982(dts)   | 12 listopada 1985(dts)    |                           |
| Minister hutnictwa i przemysłu maszynowego                        | Edward Łukosz (PZPR)         | 9 października 1982(dts)   | 30 maja 1984(dts)         |                           |
| Minister finansów                                                 | Stanisław Nieckarz (PZPR)    | 9 października 1982(dts)   | 12 listopada 1985(dts)    |                           |
| Minister kultury i sztuki                                         |                              | Kazimierz Żygulski         | 9 października 1982(dts)  | 12 listopada 1985(dts)    |
| Minister administracji, gospodarki terenowej i ochrony środowiska |                              | Włodzimierz Oliwa (PZPR)   | 23 marca 1983(dts)        | 1 sierpnia 1983(dts)      |
| Minister administracji i gospodarki przestrzennej                 | 1 sierpnia 1983(dts)         | Włodzimierz Oliwa (PZPR)   | 12 listopada 1985(dts)    |                           |
| Minister gospodarki materiałowej                                  | Jerzy Woźniak (PZPR)         | 23 marca 1983(dts)         | 12 listopada 1985(dts)    |                           |
| Minister rolnictwa i gospodarki żywnościowej                      | Stanisław Zięba (PZPR)       | 23 marca 1983(dts)         | 12 listopada 1985(dts)    |                           |
| Wiceprezes Rady Ministrów                                         | Manfred Gorywoda (PZPR)      | 22 listopada 1983(dts)     | 12 listopada 1985(dts)    |                           |
| Przewodniczący Komisji Planowania przy Radzie Ministrów           | Manfred Gorywoda (PZPR)      | 22 listopada 1983(dts)     | 12 listopada 1985(dts)    |                           |
| Wiceprezes Rady Ministrów                                         | Zbigniew Messner (PZPR)      | 22 listopada 1983(dts)     | 12 listopada 1985(dts)    |                           |
| Minister sprawiedliwości                                          | Lech Domeracki (PZPR)        | 22 listopada 1983(dts)     | 12 listopada 1985(dts)    |                           |
| Minister-kierownik Urzędu Ochrony Środowiska i Gospodarki Wodnej  |                              | Stefan Jarzębski           | 22 listopada 1983(dts)    | 12 listopada 1985(dts)    |
| Minister obrony narodowej                                         |                              | Florian Siwicki (PZPR)     | 22 listopada 1983(dts)    | 12 listopada 1985(dts)    |
| Minister pracy, płac i spraw socjalnych                           | Stanisław Gębala (PZPR)      | 30 maja 1984(dts)          | 12 listopada 1985(dts)    |                           |
| Minister handlu wewnętrznego i usług                              | Anna Kędzierska (PZPR)       | 30 maja 1984(dts)          | 12 listopada 1985(dts)    |                           |
| Minister hutnictwa i przemysłu maszynowego                        | Janusz Maciejewicz (PZPR)    | 30 maja 1984(dts)          | 12 listopada 1985(dts)    |                           |
| Minister-kierownik Urzędu Postępu Naukowo-Technicznego i Wdrożeń  | Konrad Tott (PZPR)           | 1 stycznia 1985(dts)       | 12 listopada 1985(dts)    |                           |

## W dniu zaprzysiężenia 3 kwietnia 1980
- Edward Babiuch (PZPR) – prezes Rady Ministrów
- Kazimierz Barcikowski (PZPR) – wiceprezes Rady Ministrów
- Mieczysław Jagielski (PZPR) – wiceprezes Rady Ministrów
- Roman Malinowski (ZSL) – wiceprezes Rady Ministrów, minister przemysłu spożywczego i skupu
- Tadeusz Pyka (PZPR) – wiceprezes Rady Ministrów
- Tadeusz Wrzaszczyk (PZPR) – wiceprezes Rady Ministrów, przewodniczący Komisji Planowania przy Radzie Ministrów
- Jerzy Bafia (PZPR) – minister sprawiedliwości
- Zbigniew Bartosiewicz (PZPR) – minister energetyki i energii atomowej
- Tadeusz Bejm (PZPR) – minister
- Adam Glazur (PZPR) – minister budownictwa i przemysłu materiałów budowlanych
- Janusz Górski (PZPR) – minister nauki, szkolnictwa wyższego i techniki
- Eugeniusz Grochal (PZPR) – minister
- Mieczysław Grudzień (PZPR) – minister do spraw kombatantów
- Wojciech Jaruzelski (PZPR) – minister obrony narodowej
- Andrzej Jedynak (PZPR) – minister maszyn ciężkich i rolniczych
- Franciszek Kaim (PZPR) – minister hutnictwa
- Jan Kamiński (PZPR) – minister
- Ryszard Karski (PZPR) – minister handlu zagranicznego i gospodarki morskiej
- Józef Kępa (PZPR) – minister administracji, gospodarki terenowej i ochrony środowiska
- Henryk Kisiel (PZPR) – minister finansów
- Leon Kłonica (PZPR) – minister rolnictwa
- Aleksander Kopeć (PZPR) – minister przemysłu maszynowego
- Stanisław Kowalczyk (PZPR) – minister spraw wewnętrznych
- Adam Kowalik (PZPR) – minister handlu wewnętrznego i usług
- Krzysztof Kruszewski (PZPR) – minister oświaty i wychowania
- Jerzy Kuberski (PZPR) – minister-kierownik Urzędu do Spraw Wyznań
- Włodzimierz Lejczak (PZPR) – minister górnictwa
- Stanisław Mach (PZPR) – minister przemysłu lekkiego
- Maria Milczarek (PZPR) – minister pracy, płac i spraw socjalnych
- Mieczysław Moczar (PZPR) – prezes Najwyższej Izby Kontroli
- Zygmunt Najdowski (PZPR) – minister kultury i sztuki
- Henryk Pruchniewicz (PZPR) – minister przemysłu chemicznego
- Zbigniew Rudnicki (SD) – minister łączności
- Tadeusz Rudolf (PZPR) – minister
- Wiktor Sielanko (bezpartyjny) – minister
- Tadeusz Skwirzyński (ZSL) – minister leśnictwa i przemysłu drzewnego
- Eugeniusz Szyr (PZPR) – minister gospodarki materiałowej
- Marian Śliwiński (PZPR) minister zdrowia i opieki społecznej
- Maciej Wirowski (PZPR) – minister
- Emil Wojtaszek (PZPR) – minister spraw zagranicznych
- Mieczysław Zajfryd (PZPR) – minister komunikacji

## Zmiany w składzie Rady Ministrów
- 5 września 1980
  - Powołanie:
    - Józefa Pińkowskiego na urząd prezesa Rady Ministrów.
- 8 października 1980
  - Przekształcenie:
    - Wyłączono Najwyższą Izbę Kontroli z Rady Ministrów, Mieczysław Moczar, prezes Najwyższej Izby kontroli (powołany na ten urząd 3 kwietnia 1980).

  - Odwołanie:
    - Kazimierza Barcikowskiego z urzędu wiceprezesa Rady Ministrów (powołany na ten urząd 3 kwietnia 1980).
    - Tadeusza Bejma z urzędu ministra (powołany na ten urząd 3 kwietnia 1980).
    - Tadeusza Grabskiego z urzędu wiceprezesa Rady Ministrów (powołany na ten urząd 24 sierpnia 1980).
    - Franciszka Kaima z urzędu ministra hutnictwa (powołany na ten urząd 3 kwietnia 1980).
    - Jana Kamińskiego z urzędu ministra (powołany na ten urząd 3 kwietnia 1980).
    - Stanisława Kowalczyka z urzędu ministra (powołany na ten urząd 3 kwietnia 1980).
    - Włodzimierza Lejczaka z urzędu ministra górnictwa (powołany na ten urząd 3 kwietnia 1980).
    - Jana Kamińskiego z urzędu ministra (powołany na ten urząd 3 kwietnia 1980).
    - Stanisława Macha z urzędu ministra przemysłu lekkiego (powołany na ten urząd 3 kwietnia 1980).
    - Romana Malinowskiego z urzędu ministra przemysłu spożywczego i skupu (powołany na ten urząd 3 kwietnia 1980).
    - Zygmunta Najdowskiego z urzędu ministra kultury i sztuki (powołany na ten urząd 3 kwietnia 1980).
    - Wiktora Sielanki z urzędu ministra (powołany na ten urząd 3 kwietnia 1980).

  - Powołanie:
    - Mieczysława Glanowskiego na urząd ministra górnictwa.
    - Władysława Jabłońskiego na urząd ministra przemysłu lekkiego.
    - Stanisława Kowalczyka na urząd wiceprezesa Rady Ministrów.
    - Stanisława Macha na urząd wiceprezesa Rady Ministrów.
    - Mirosława Milewskiego na urząd ministra spraw wewnętrznych.
    - Zbigniewa Szałajdy na urząd ministra hutnictwa.
    - Józefa Tejchmy na urząd ministra kultury i sztuki.
    - Jana Załęskiego na urząd ministra przemysłu spożywczego i skupu.
- 21 listopada 1980
  - Odwołanie:
    - Edwarda Barszcza z urzędu ministra budownictwa i przemysłu materiałów budowlanych (powołany na ten urząd 23 czerwca 1980).
    - Marii Milczarek z urzędu ministra pracy, płac i spraw socjalnych (powołana na ten urząd 3 kwietnia 1980).
    - Mariana Śliwińskiego z urzędu ministra zdrowia i opieki społecznej (powołany na ten urząd 3 kwietnia 1980).
    - Macieja Wirowskiego z urzędu ministra (powołany na ten urząd 3 kwietnia 1980).

  - Powołanie:
    - Jerzego Brzostka na urząd ministra budownictwa i przemysłu materiałów budowlanych.
    - Stanisława Cioska na urząd ministra-członka Rady Ministrów.
    - Janusza Obodowskiego na urząd ministra pracy, płac i spraw socjalnych.
    - Jerzego Ozdowskiego na urząd wiceprezesa Rady Ministrów.
- 11 lutego 1981
  - Odwołanie:
    - Józefa Pińkowskiego z urzędu prezesa Rady Ministrów (powołany na ten urząd 5 września 1980).

  - Powołanie:
    - Wojciecha Jaruzelskiego na urząd prezesa Rady Ministrów.
- 12 lutego 1981
  - Odwołanie:
    - Andrzeja Jedynaka z urzędu ministra przemysłu maszyn ciężkich i rolniczych (powołany na ten urząd 3 kwietnia 1980).
    - Leona Kłonicy z urzędu ministra rolnictwa (powołany na ten urząd 3 kwietnia 1980).
    - Aleksandra Kopcia z urzędu wiceprezesa Rady Ministrów (powołany na ten urząd 24 sierpnia 1980).
    - Stanisława Kowalczyka z urzędu wiceprezesa Rady Ministrów (powołany na ten urząd 8 października 1980).
    - Krzysztofa Kruszewskiego z urzędu ministra oświaty i wychowania (powołany na ten urząd 3 kwietnia 1980).
    - Henryka Pruchniewicza z urzędu ministra przemysłu chemicznego (powołany na ten urząd 3 kwietnia 1980).
    - Tadeusza Skwirzyńskiego z urzędu ministra leśnictwa i przemysłu drzewnego (powołany na ten urząd 3 kwietnia 1980).

  - Powołanie:
    - Andrzeja Jedynaka na urząd wiceprezesa Rady Ministrów.
    - Bolesława Farona na urząd ministra oświaty i wychowania.
    - Kazimierza Klęka na urząd ministra przemysłu chemicznego.
    - Waldemara Kozłowskiego na urząd ministra leśnictwa i przemysłu drzewnego.
    - Tadeusza Szelachowskiego na urząd ministra zdrowia i opieki społecznej.
    - Mieczysława Rakowskiego na urząd wiceprezesa Rady Ministrów.
    - Jerzego Wojteckiego na urząd ministra rolnictwa.
    - Stanisława Wyłupka na urząd ministra przemysłu maszyn ciężkich i rolniczych.
- 12 czerwca 1981
  - Odwołanie:
    - Jerzego Bafii z urzędu ministra sprawiedliwości (powołany na ten urząd 3 kwietnia 1980).
    - Jerzego Gawrysiaka z urzędu ministra-członka Rady Ministrów (powołany na ten urząd 24 sierpnia 1980).
    - Henryka Kisiela z urzędów wiceprezesa Rady Ministrów oraz przewodniczącego Komisji Planowania przy Radzie Ministrów (powołany na te urzędy 24 sierpnia 1980).
    - Adama Kowalika z urzędu ministra handlu wewnętrznego i usług (powołany na ten urząd 3 kwietnia 1980).
    - Zbigniewa Rudnickiego z urzędu ministra łączności (powołany na ten urząd 3 kwietnia 1980).

  - Powołanie:
    - Zdzisława Krasińskiego na urząd ministra-członka Rady Ministrów.
    - Zygmunta Łakomca na urząd ministra handlu wewnętrznego i usług.
    - Zbigniewa Madeja na urzędy wiceprezesa Rady Ministrów oraz przewodniczącego Komisji Planowania przy Radzie Ministrów.
    - Władysława Majewskiego na urząd ministra łączności.
    - Sylwestra Zawadzkiego na urząd ministra sprawiedliwości.
- 3 lipca 1981
  - Odwołanie:
    - Zbigniewa Bartosiewicza z urzędu ministra energetyki i energii atomowej (powołany na ten urząd 3 kwietnia 1980).
    - Henryka Gawrońskiego z urzędu ministra przemysłu maszynowego (powołany na ten urząd 24 sierpnia 1980).
    - Mieczysława Glanowskiego z urzędu ministra górnictwa (powołany na ten urząd 8 października 1980).
    - Janusza Górskiego z urzędu ministra nauki, szkolnictwa wyższego i techniki (powołany na ten urząd 3 kwietnia 1980).
    - Władysława Jabłońskiego z urzędu ministra przemysłu lekkiego (powołany na ten urząd 8 października 1980).
    - Ryszarda Karskiego z urzędu ministra handlu zagranicznego i gospodarki morskiej (powołany na ten urząd 3 kwietnia 1980).
    - Kazimierza Klęka z urzędu ministra przemysłu chemicznego (powołany na ten urząd 12 lutego 1981).
    - Tadeusza Rudolfa z urzędu ministra (powołany na ten urząd 3 kwietnia 1980).
    - Zbigniewa Szałajdy z urzędu ministra hutnictwa (powołany na ten urząd 8 października 1980).
    - Jerzego Wojteckiego z urzędu ministra rolnictwa (powołany na ten urząd 12 lutego 1981).
    - Stanisława Wyłupka z urzędu ministra przemysłu maszyn ciężkich i rolniczych (powołany na ten urząd 12 lutego 1981).
    - Jana Załęskiego z urzędu ministra przemysłu spożywczego i skupu (powołany na ten urząd 8 października 1980).

  - Powołanie:
    - Władysława Baki na urząd ministra-członka Rady Ministrów.
    - Władysława Jabłońskiego na urząd ministra.
    - Jerzego Nawrockiego na urząd ministra nauki, szkolnictwa wyższego i techniki.
- 10 lipca 1981
  - Powołanie:
    - Stanisława Bejgra na urząd ministra-kierownika Urzędu Gospodarki Morskiej.
    - Ryszarda Karskiego na urząd ministra handlu zagranicznego.
    - Jana Knapika na urząd ministra przemysłu chemicznego i lekkiego.
    - Czesława Piotrowskiego na urząd ministra górnictwa i energetyki.
    - Zbigniewa Szałajdy na urząd ministra hutnictwa i przemysłu maszynowego.
    - Jerzego Wojteckiego na urząd ministra rolnictwa i gospodarki żywnościowej.
- 31 lipca 1981
  - Odwołanie:
    - Mieczysława Jagielskiego z urzędu wiceprezesa Rady Ministrów (powołany na ten urząd 3 kwietnia 1980).
    - Józefa Kępy z urzędu ministra administracji, gospodarki terenowej i ochrony środowiska (powołany na ten urząd 3 kwietnia 1980).
    - Mirosława Milewskiego z urzędu ministra spraw wewnętrznych (powołany na ten urząd 8 października 1980).
    - Janusza Obodowskiego z urzędu ministra pracy, płac i spraw socjalnych (powołany na ten urząd 21 listopada 1980).

  - Powołanie:
    - Tadeusza Hupałowskiego na urząd ministra administracji, gospodarki terenowej i ochrony środowiska.
    - Czesława Kiszczaka na urząd ministra spraw wewnętrznych.
    - Janusza Obodowskiego na urząd wiceprezesa Rady ministrów.
    - Antoniego Rajkiewicza na urząd ministra pracy, płac i spraw socjalnych.
- 25 września 1981
  - Odwołanie:
    - Jerzego Brzostka z urzędu ministra budownictwa i przemysłu materiałów budowlanych (powołany na ten urząd 21 listopada 1980).
- 31 października 1981
  - Odwołanie:
    - Mieczysław Grudnia z urzędu ministra do spraw kombatantów (powołany na ten urząd 3 kwietnia 1980).
    - Ryszarda Karskiego z urzędu ministra handlu zagranicznego (powołany na ten urząd 3 lipca 1981).
    - Zygmunta Łakomca z urzędu ministra handlu wewnętrznego i usług (powołany na ten urząd 12 czerwca 1981).
    - Stanisława Macha z urzędu wiceprezesa Rady Ministrów (powołany na ten urząd 8 października 1980).
    - Eugeniusza Szyra z urzędu ministra gospodarki materiałowej (powołany na ten urząd 3 kwietnia 1980).
    - Mieczysława Zajfryda z urzędu ministra komunikacji (powołany na ten urząd 3 kwietnia 1980).

  - Powołanie:
    - Jana Antosika na urząd ministra gospodarki materiałowej.
    - Janusza Kamińskiego na urząd ministra komunikacji.
    - Zenona Komendera na urząd ministra handlu wewnętrznego i usług.
    - Edwarda Kowalczyka na urząd wiceprezesa Rady ministrów.
    - Tadeusza Nestorowicza na urząd handlu zagranicznego.
    - Tadeusza Opolskiego na urząd ministra budownictwa i przemysłu materiałów budowlanych.
- 26 stycznia 1982
  - Odwołanie:
    - Stanisława Bejgra z urzędu ministra-kierownika Urzędu Gospodarki Morskiej (powołany na ten urząd 3 lipca 1981).
    - Jerzego Nawrockiego z urzędu ministra nauki, szkolnictwa wyższego i techniki (powołany na ten urząd 3 lipca 1981).

  - Powołanie:
    - Jerzego Korzonka na urząd ministra-kierownika Urzędu Gospodarki Morskiej.
    - Benona Miśkiewicza na urząd ministra nauki, szkolnictwa wyższego i techniki.
- 27 lutego 1982
  - Odwołanie:
    - Jana Knapika z urzędu ministra przemysłu chemicznego i lekkiego (powołany na ten urząd 3 lipca 1981).
    - Zdzisława Krasińskiego z urzędu ministra-członka Rady Ministrów (powołany na ten urząd 12 czerwca 1981).

  - Powołanie:
    - Edwarda Grzywy na urząd ministra przemysłu chemicznego i lekkiego.
- 9 marca 1982
  - Powołanie:
    - Zdzisława Krasińskiego na urząd ministra do spraw cen.
- 26 maja 1982
  - Odwołanie:
    - Jerzego Kuberskiego z urzędu ministra-kierownika Urzędu do Spraw Wyznań (powołany na ten urząd 3 kwietnia 1980).

  - Powołanie:
    - Adama Łopatki na urząd ministra-kierownika Urzędu do Spraw Wyznań.
- 21 lipca 1982
  - Odwołanie:
    - Józefa Czyrka z urzędu ministra spraw zagranicznych (powołany na ten urząd 24 sierpnia 1980).
    - Zenona Komendera z urzędu ministra handlu wewnętrznego i usług (powołany na ten urząd 31 października 1981).
    - Jerzego Ozdowskiego z urzędu wiceprezesa Rady Ministrów (powołany na ten urząd 21 listopada 1980).

  - Powołanie:
    - Zenona Komendera na urząd wiceprezesa Rady Ministrów.
    - Zygmunta Łakomca na urząd ministra handlu wewnętrznego i usług.
    - Stefana Olszowskiego na urząd ministra spraw zagranicznych.
    - Andrzeja Ornata na urząd ministra-członka Rady Ministrów.
- 9 października 1982
  - Odwołanie:
    - Andrzeja Jedynaka z urzędu wiceprezesa Rady Ministrów (powołany na ten urząd 12 lutego 1981).
    - Mariana Krzaka z urzędu ministra finansów (powołany na ten urząd 24 sierpnia 1980).
    - Zbigniewa Madeja z urzędu przewodniczącego Komisji Planowania przy Radzie Ministrów (powołany na ten urząd 12 czerwca 1981).
    - Tadeusza Opolskiego z urzędu ministra budownictwa i przemysłu materiałów budowlanych (powołany na ten urząd 31 października 1981).
    - Antoniego Rajkiewicza z urzędu ministra pracy, płac i spraw socjalnych (powołany na ten urząd 31 lipca 1981).
    - Zbigniewa Szałajdy z urzędu ministra hutnictwa i przemysłu maszynowego (powołany na ten urząd 3 lipca 1981).
    - Józefa Tejchmy z urzędu ministra kultury i sztuki (powołany na ten urząd 8 października 1980).

  - Powołanie:
    - Stanisława Kukuryki na urząd ministra budownictwa i przemysłu materiałów budowlanych.
    - Edwarda Łukosza na urząd ministra hutnictwa i przemysłu maszynowego.
    - Stanisława Nieckarza na urząd ministra finansów.
    - Janusza Obodowskiego na urząd przewodniczącego Komisji Planowania przy Radzie Ministrów.
    - Zbigniewa Szałajdy na urząd wiceprezesa Rady Ministrów.
    - Kazimierza Żygulskiego na urząd ministra kultury i sztuki.
- 23 marca 1983
  - Odwołanie:
    - Jana Antosika z urzędu ministra gospodarki materiałowej (powołany na ten urząd 31 października 1981).
    - Tadeusza Hupałowskiego z urzędu ministra administracji, gospodarki terenowej i ochrony środowiska (powołany na ten urząd 31 lipca 1981).
    - Jerzego Wojteckiego z urzędu ministra rolnictwa i gospodarki żywnościowej (powołany na ten urząd 3 lipca 1981).

  - Powołanie:
    - Stanisława Cioska na urząd ministra pracy, płac i spraw socjalnych.
    - Włodzimierza Oliwy na urząd ministra administracji, gospodarki terenowej i ochrony środowiska.
    - Jerzego Woźniaka na urząd ministra gospodarki materiałowej.
    - Stanisława Zięby na urząd ministra rolnictwa i gospodarki żywnościowej.
- 1 sierpnia 1983
  - Przekształcenie:
    - Zniesiono Ministerstwo Administracji, Gospodarki Terenowej i Ochrony Środowiska, Włodzimierz Oliwa, minister administracji i gospodarki przestrzennej (powołany na ten urząd 23 marca 1983).

  - Powołanie:
    - Włodzimierza Oliwy na urząd ministra administracji i gospodarki przestrzennej.
- 22 listopada 1983
  - Odwołanie:
    - Wojciecha Jaruzelskiego z urzędu ministra obrony narodowej (powołany na ten urząd 3 kwietnia 1980).
    - Zbigniewa Madeja z urzędu wiceprezesa Rady Ministrów (powołany na ten urząd 12 czerwca 1981).
    - Janusza Obodowskiego z urzędu przewodniczącego Komisji Planowania przy Radzie Ministrów (powołany na ten urząd 9 października 1982).
    - Sylwestra Zawadzkiego z urzędu ministra sprawiedliwości (powołany na ten urząd 12 czerwca 1981).

  - Powołanie:
    - Lecha Domerackiego na urząd ministra sprawiedliwości.
    - Manfreda Gorywody na urzędy wiceprezesa Rady Ministrów oraz przewodniczącego Komisji Planowania przy Radzie Ministrów.
    - Stefana Jarzębskiego na urząd ministra-kierownika Urzędu Ochrony Środowiska i Gospodarki Wodnej.
    - Zbigniewa Messnera na urząd wiceprezesa Rady Ministrów.
    - Floriana Siwickiego na urząd ministra obrony narodowej.
- 5 grudnia 1983
  - Odwołanie:
    - Władysława Jabłońskiego z urzędu ministra (powołany na ten urząd 3 lipca 1981).
- 31 marca 1984
  - Śmierć:
    - Zygmunta Łakomca, ministra handlu wewnętrznego i usług (powołany na ten urząd 21 lipca 1982).
- 30 maja 1984
  - Odwołanie:
    - Stanisława Cioska z urzędu ministra pracy, płac i spraw socjalnych (powołany na ten urząd 23 marca 1983).
    - Edwarda Łukosza z urzędu ministra hutnictwa i przemysłu maszynowego (powołany na ten urząd 9 października 1982).

  - Powołanie:
    - Stanisława Gębali na urząd ministra pracy, płac i spraw socjalnych.
    - Anny Kędzierskiej na urząd ministra handlu wewnętrznego i usług.
    - Janusza Maciejewicza na urząd ministra hutnictwa i przemysłu maszynowego.
- 1 stycznia 1985
  - Przekształcenie:
    - Ministerstwo Nauki, Szkolnictwa Wyższego i Techniki przekształcono w Ministerstwo Nauki i Szkolnictwa Wyższego.

  - Powołanie:
    - Konrada Totta na urząd ministra-kierownika Urzędu Postępu Naukowo-Technicznego i Wdrożeń.
- 6 listopada 1985
  - Odwołanie:
    - Sejm PRL przyjął ustąpienie rządu i powierzył dalsze pełnienie obowiązków do czasu powołania nowego rządu[160].